# Giuseppe Scalera
Giuseppe Scalera (Napoli, 26 marzo 1954) è un politico italiano.

## Biografia
Vive a Roma; laureato in medicina e chirurgia, di professione medico chirurgo, giornalista, politico, saggista, docente e scrittore italiano.

### Attività politica
Esponente della Democrazia Cristiana, è stato eletto per la prima volta Consigliere regionale in Campania alle elezioni del 1990; nel 1994 con il tramonto della DC passa al CCD di Pier Ferdinando Casini, partito con cui viene rieletto Consigliere alle elezioni regionali del 1995, nella coalizione di centro-destra guidata da Antonio Rastrelli.
Nel 1998 lascia il CCD e, continuando la sua esperienza centrista, entra in Rinnovamento Italiano, il partito di Lamberto Dini, grazie al quale nelle consultazioni del 2000 è rieletto per la terza volta consecutiva in Consiglio regionale, questa volta nella coalizione guidata da Antonio Bassolino.
Alle elezioni politiche del 2001 viene eletto senatore nel collegio uninominale di Torre Annunziata-Torre del Greco-Pompei per L'Ulivo, in rappresentanza de La Margherita.
Alle elezioni politiche del 2006 è rieletto senatore con La Margherita in Campania.
Il 26 novembre 2007, a seguito della scomparsa de La Margherita, aderisce ai LiberalDemocratici di Lamberto Dini, nuova formazione politica che confluisce nel Gruppo misto.
Il 24 gennaio 2008, Dini vota contro la fiducia al governo Prodi, mentre Scalera si astiene.
Alle elezioni politiche del 2008, in seguito all'accordo tra i Liberal Democratici ed Il Popolo della Libertà, viene candidato, come indipendente, alla Camera dei Deputati, nella circoscrizione Campania 1, venendo eletto deputato della XVI Legislatura.
Il 30 maggio 2009, insieme al Gruppo dei Liberal Democratici, aderisce, come indipendente, al raggruppamento di forze politiche che si riuniscono attorno al Popolo della Libertà.

### Attività giornalistica
Giornalista pubblicista dal 1975, ha collaborato con numerosi quotidiani nazionali, tra i quali Il Secolo XIX di Genova, Tuttosport di Torino, L'Eco di Bergamo, Sport Sud di Napoli, giornale fondato da Gino Palumbo. Attualmente cura una rubrica settimanale, in prima pagina, sul quotidiano Roma - Giornale di Napoli, ed è editorialista e componente del comitato di redazione della rivista internazionale AW Art Magazine.

## Opere
- Aspettando la notte, prefazione di Goffredo Fofi, Guida Editori, Napoli 2014, ISBN 978-88-6866-081-9.
- Visibili, invisibili. Matilde Serao e le donne nell'Italia post-unitaria, a cura di Giuseppe Scalera, Gabriella Liberati e Donatella Trotta, Consiglio Nazionale delle Ricerche, Roma 2016, ISBN 978-88-8080-196-2.
- Bibliofobia. Un viaggio acrobatico tra volumi, strumenti di scrittura e storie legate alla creatività dei libri, Guida Editori, Napoli, 2022